# 342372 Titia
342372 Titia este o planetă minoră (asteroid) din centura de asteroizi. A fost descoperită pe 25 octombrie 2008 la  de François Kugel⁠(d). 
Obiectul prezintă o orbită caracterizată de o semiaxă mare de 2,5203563917264 UAi, o excentricitate de 0,21855136667639, o înclinație de 6,3988430693204 ° în raport cu ecliptica.